# Lampaden
Lampaden est une municipalité de la Verbandsgemeinde Saarburg-Kell, dans l'arrondissement de Trèves-Sarrebourg, en Rhénanie-Palatinat, dans l'ouest de l'Allemagne. Lampaden est jumelée avec Cocheren petite ville du département de la Moselle en France.